# Ernst Conrad
Ernst Conrad (Poznań, 25 marzo 1858 – Lipsia, 3 aprile 1930) è stato un giurista e magistrato tedesco.

## Biografia
Conrad studiò presso la facoltà di giurisprudenza di Breslavia dal 1876 al 1880. In questo periodo diventò membro della confraternita Silesia. Terminati gli studi, lavorò come avvocato di Stato in Lyck. Nel 1909 si trasferì a Lipsia, dove lavorò presso il Reichsgericht, il più alto organo giudicante del Deutschen Reich dal 1879 al 1945.

## Opere
- Das Gesetz über den Belagerungszustand v. 4. Juni 1851 (mit d. Abänderungsgesetze v. 11. Dez. 1915) in der Rechtsprechung des Reichsgerichts. Liebmann, Berlino, 1916.
- Psychologische Jugendpflege. Vandenhoeck & Ruprecht, Göttingen, 1926.
- Taschenkommentar des Gesetzes zur Bewahrung der Jugend vor Schund- u. Schmutzschriften vom 18. Dez. 1926 nebst Ausführgsverordnung v. 23. Dez. 1926 u. erg. Vorschriften. Liebmann, Berlino 1927.
- Taschenkommentar des Gesetzes über den Verkehr mit Kraftfahrzeugen vom 3. Mai 1909 sowie der Verordnung über Kraftfahrzeugverkehr vom 16. März 1928. Liebmann, Berlino, 1928.
- Kommentar zur Reichsgewerbeordnung und zum Gaststättengesetz nach dem Stande vom 1. März 1931. Liebmann, Berlino 1931.

| Controllo di autorità | VIAF (EN) 107703226 · ISNI (EN) 0000 0000 9179 6892 · LCCN (EN) nr2002000291 · GND (DE) 140704604 · J9U (EN, HE) 987007291282705171 |